# Disembolus corneliae
Espèce
Synonymes
- Soudinus corneliae Chamberlin & Ivie, 1944

Disembolus corneliae est une espèce d'araignées aranéomorphes de la famille des Linyphiidae.

## Distribution
Cette espèce se rencontre aux États-Unis en Géorgie, en Caroline du Nord, au New Jersey et en Indiana et au Canada en Nouvelle-Écosse,,.

## Description
Les femelles mesurent de 1,95 à 2,0 mm. Les mâles mesurent de 1,3 à 1,6 mm.

## Publication originale
- Chamberlin & Ivie, 1944 : Spiders of the Georgia region of North America. Bulletin of the University of Utah, Biological Series, vol. 35, no 9, p. 1-267.